# Uromyces behenis
Uromyces behenis är en svampart som först beskrevs av Augustin Pyrame de Candolle, och fick sitt nu gällande namn av Franz Unger 1836. Uromyces behenis ingår i släktet Uromyces och familjen Pucciniaceae.   Inga underarter finns listade i Catalogue of Life.